# Holzhafen
L'Holzhafen (en baix alemany Holthaven) o Port de la fusta és un canal i dàrsena al port d'Harburg a l'estat federal alemany d'Hamburg que comença al Lotsekanal i que acaba en atzucac al carrer Lauenbruch Ost.
El canal va construir-se de 1880 a 1882, junt amb el Lotsekanal, a la primera fase d'eixample del port d'Harburg. Era dedicat al comerç de fusta. El pont giratori original va reemplaçar-se el 1929-1930 per un pont llevadís. Des del 1960, el canal a poc a poc va perdre el seu paper pel transport de mercaderies. Des d'aleshores, unes empreses de reparació i de restauració de vaixells van instal·lar-se a les seves ribes. El senat d'Hamburg va treure la zona del canal de la zona portuària i transformar-la en zona mixta habitatge i de serveis, tot i voler mantenir-hi les empreses que hi tenen una activitat connectat amb la construcció naval. Del 10 d'agost fins al 16 d'agost de 1956 el pont va ser tancat per obres. Des de 2006 està tancat per a tot trànsit, tret de vianants.

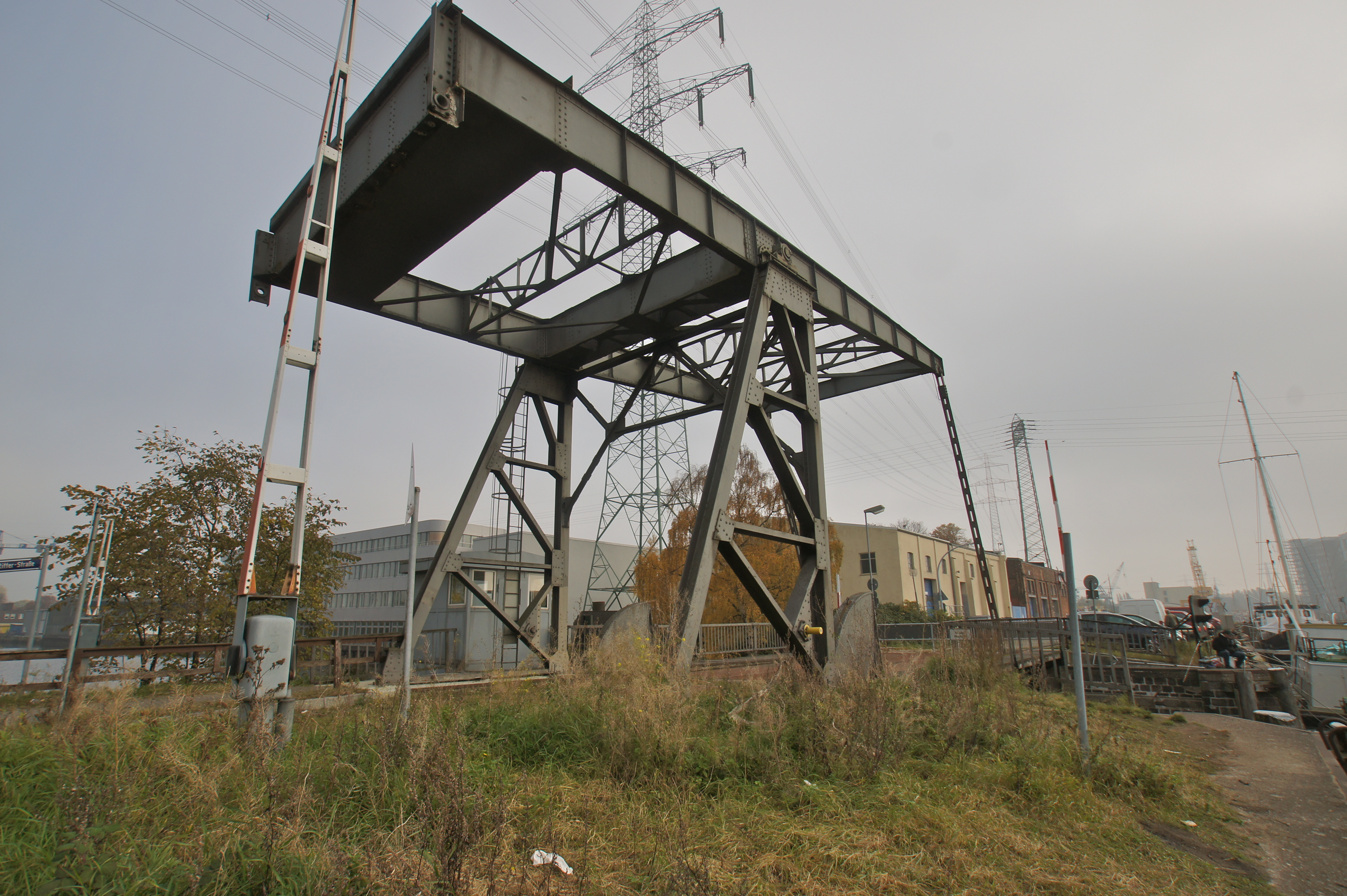
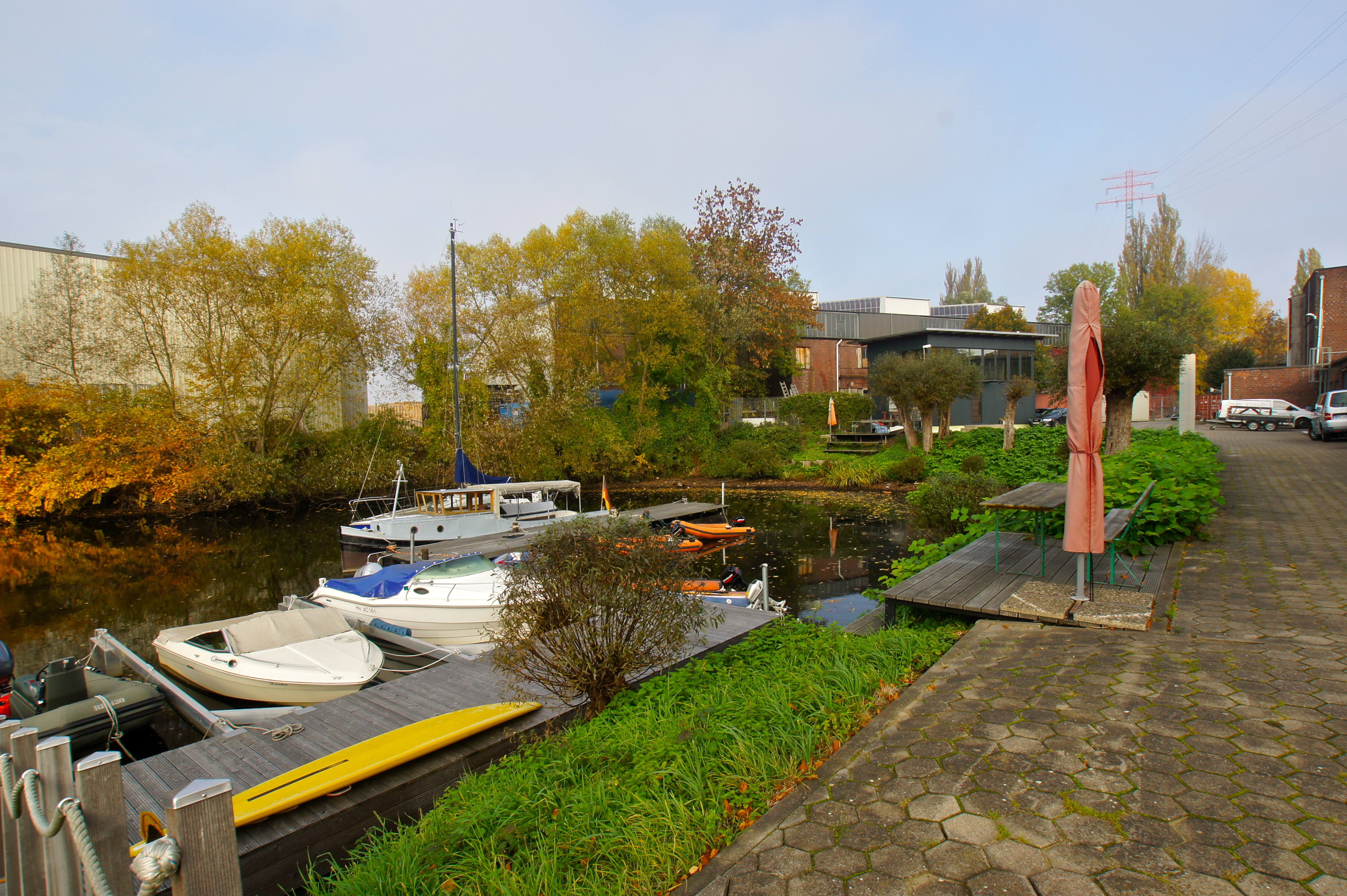
La punta septentrional del canal
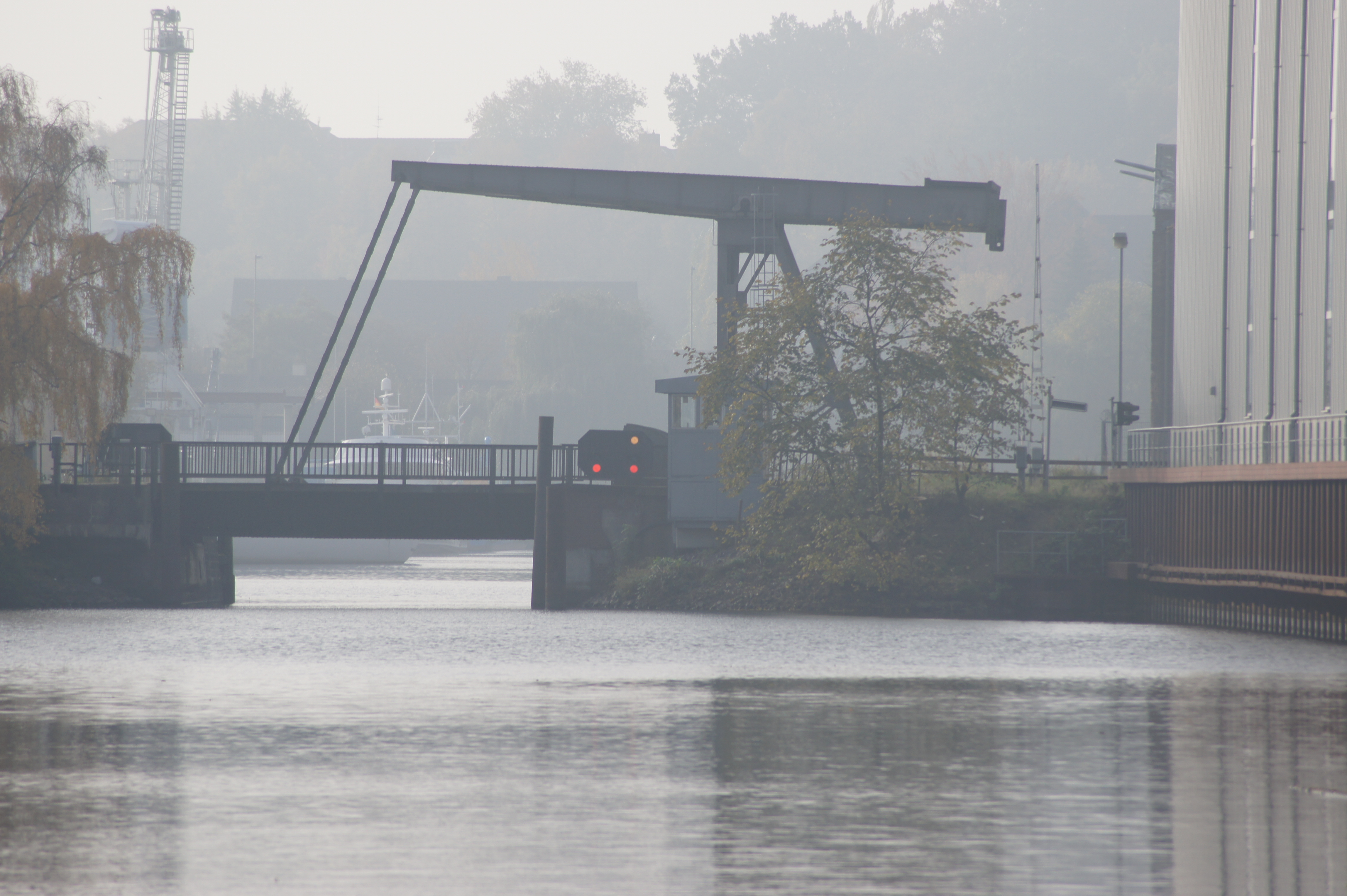
El pont llevadís
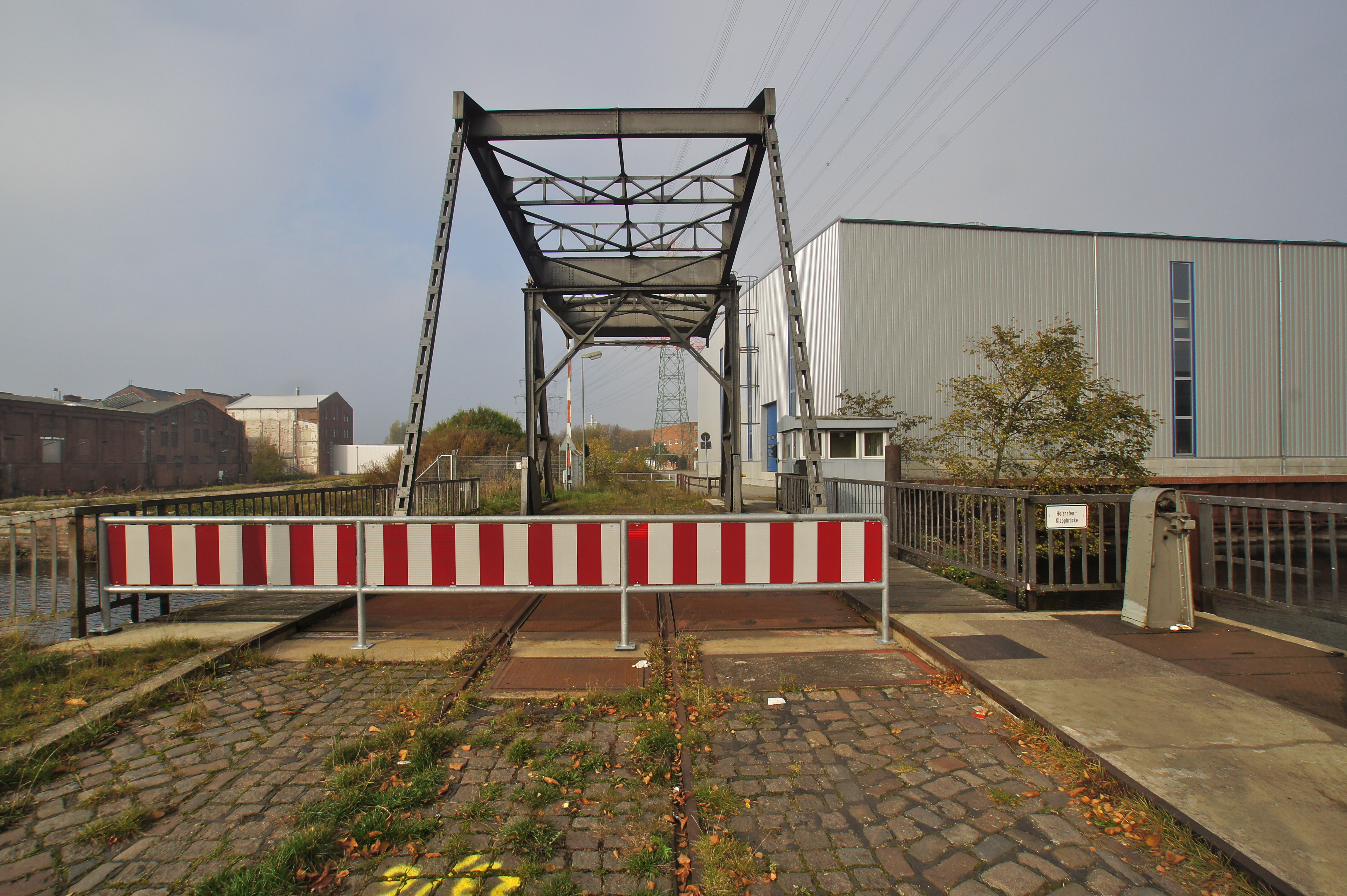
El pont ferroviari tancat en direcció oest
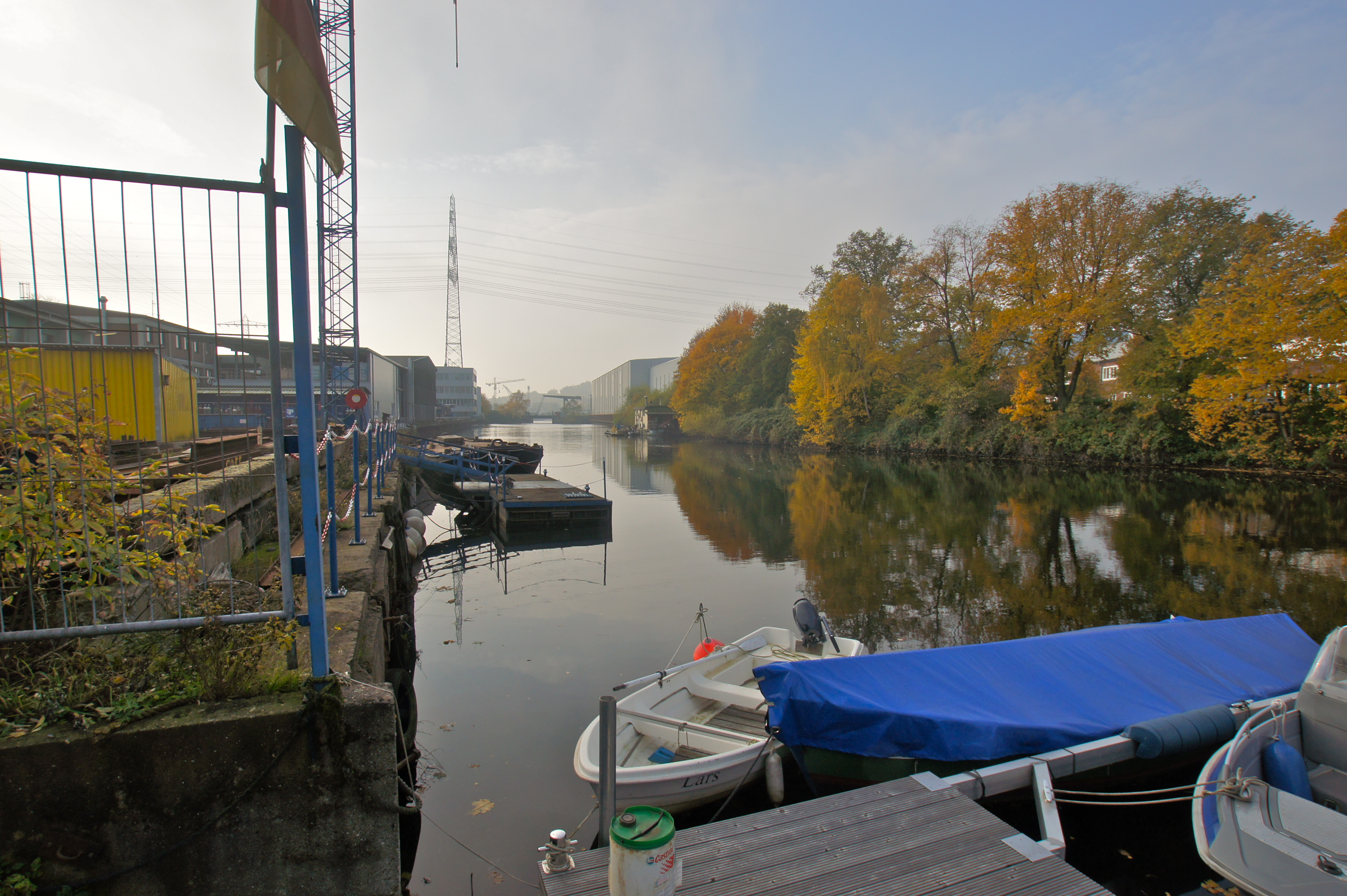
Vista del canal en direcció del Lotsekanal